# Станислав Игнаци Виткјевич
Станислав Игнаци Виткјевич (пољ. Stanisław Ignacy Witkiewicz; Варшава, 24. фебруар 1885 — Језиори, 18. септембар 1939) био је пољски књижевник, сликар, фотограф, теоретичар уметности и филозоф. Отац му је био сликар и теоретичар уметности Станислав Виткјевич. До студија сликарства у Кракову, које никада није завршио, родитељи су му обезбедили приватне учитеље, те је стекао широко знање из хуманитичких и егзактних наука. Био је полиглота и путовао је по Италији, Француској, Немачкој, а непосредно пред почетак Првог светског рата, посетио је Аустралију и Нову Гвинеју, где је отишао као фотограф у пратњи антрополога Бронислава Малиновског. Био је официр Руске Империје у Првом светском рату. Најинтензивније је деловао и стварао између два светска рата. Након што је Немачка напала Пољску 1. септембра 1939, пријавио се за војску, али су га због старости одбили. Неколико дана касније, када је и Совјетски Савез анектирао источни део његове домовине, извршио је самоубиство 18. септембра.
Виткјевичево стваралаштво припада авангарди. Као књижевник био је близак експресионизму и надреализму. У писању је примењивао деформацију, одстрањивање стварности, карикатуру, гротеску, фантастику, пародију, хумор и филозофску рефлексију. За живота објавио је два романа Опроштај од јесени и Незаситост, а остали су штамапни постхумно. Написао је између 1918. И 1925. четрдесетак драма од којих је двадесет једна сачувана. На пољу теорије уметности издваја се његово дело Теорија чисте форме. Такође, значајна је његова есејистичка књига Наркотици о употреби различитих дрога при уметничком изражавању. Као сликар припадао jе групи Формиста. Виткјевич је стваралачки чин сликања доживљавао као метафизичко уједињењe с космосом, магновено разумевањe и понављањe његове метафизичке структуре у сензибилном материјалу уметничког дела. Посебно се прочуо по сликању портрета. На пољу фотографије био је један од првих уметничких фотографа Европе. Славу је стекао постхумно.